# Ferwerderadiel
Ferwerderadiel (phát âmⓘ) là một đô thị ở tỉnh Friesland, Hà Lan. Đô thị này có diện tích đất 97,65 ki-lô-mét vuông, dân số thời điểm đầu năm 2007 là 8898 người.

## Các trung tâm dân cư
Bartlehiem, Blije, Burdaard, Ferwert, Ginnum, Hallum, Hegebeintum, Jannum, Jislum, Lichtaard, Marrum, Reitsum, Wânswert.